# Phoenix sylvestris
Phoenix sylvestris (del latín sylvestris «de la selva»), llamada popularmente datilera plateada, Phoenix de la India o dátil silvestre, es una especie de la familia de las palmeras nativa del sur de Pakistán, la mayor parte de la India, Sri Lanka y Bangladés.

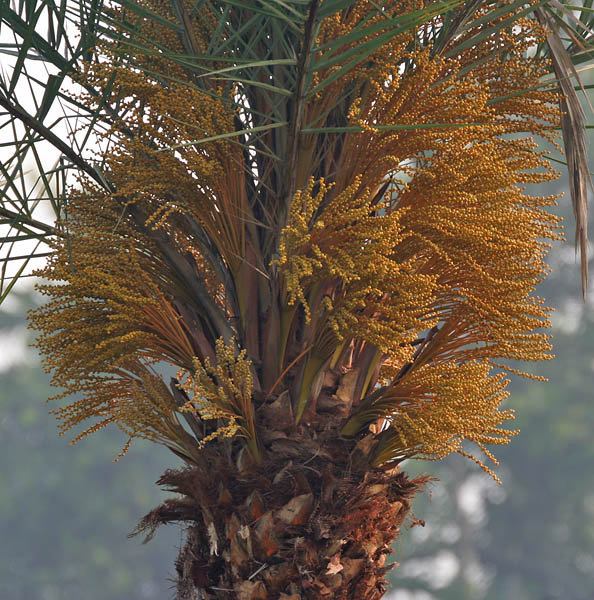
Flores femeninas.

## Distribución
Crece en los llanos y en los montes bajos a 1300 m s. n. m. El fruto ("dátil") de esta especie de palma se utiliza para hacer vino y jalea. La savia se utiliza como bebida fresca o fermentada en ponche. En el estado de Bengala Occidental de la India y Bangladés la savia nueva se hierve para hacer panela de palma.

## Descripción
La altura de esta palmera oscila entre los 4 y 15 m y 40 cm de diámetro, no es tan grande como la Palma de Canarias, pero se asemeja. Las hojas, de 3 m de largo, son ligeramente curvadas, con pecíolos de 1 m y acantófilos cerca de la base. La corona de la hoja tiene una anchura de 10 m por 7,5 a 10 m de altura y contiene hasta 100 hojas. La inflorescencia tiene hasta 1 metro, con flores blancas, unisexuales formando a una infrutescencia grande y colgante. El fruto, con una sola semilla, tiene un color rojizo púrpura al madurar.

## Taxonomía
Phoenix sylvestris fue descrito por (L.) Roxb. y publicado en Flora indica; or, descriptions of Indian Plants 3: 787–788. 1832.
Etimología
Phoenix: nombre genérico que deriva de la palabra griega: φοῖνιξ ( phoinix ) o φοίνικος ( phoinikos ), nombre para la palmera datilera utilizado por Teofrasto y Plinio el Viejo. Es muy probable que se refirieran al fenicio, Phoenix, hijo de Amyntor y Cleobule en la Ilíada de Homero, o al ave fénix , el ave sagrada del Antiguo Egipto.
sylvestris: epíteto del latín que significa "silvestre".
Sinonimia
- Elate sylvestris L.
- Elate versicolor Salisb.[5][6]

## Galería

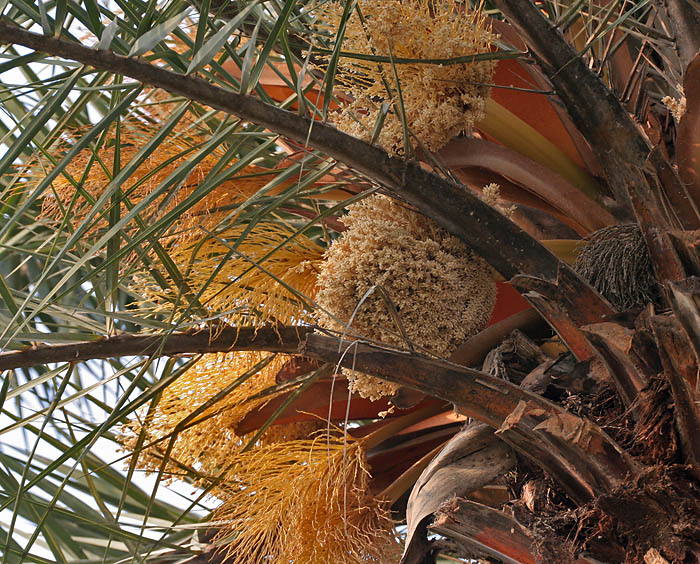
Flores masculinas.
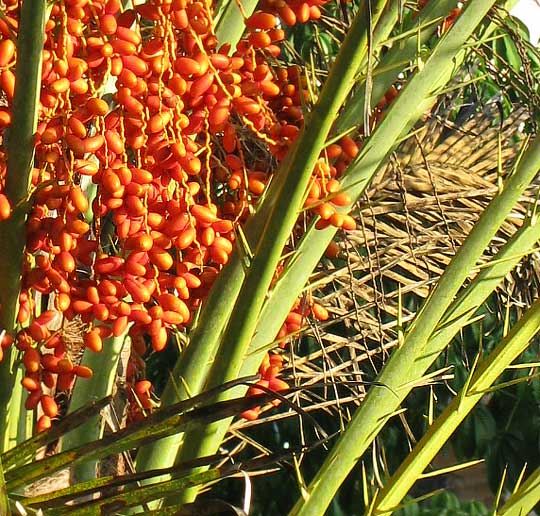
Frutos y espinas.
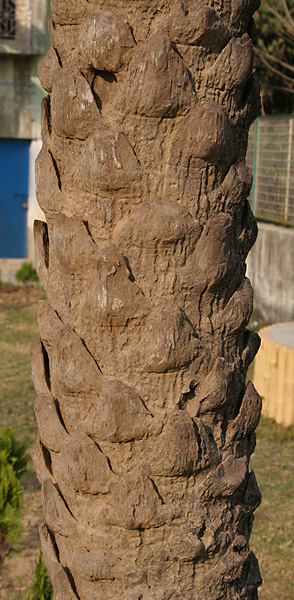
Parte inferior del tronco.
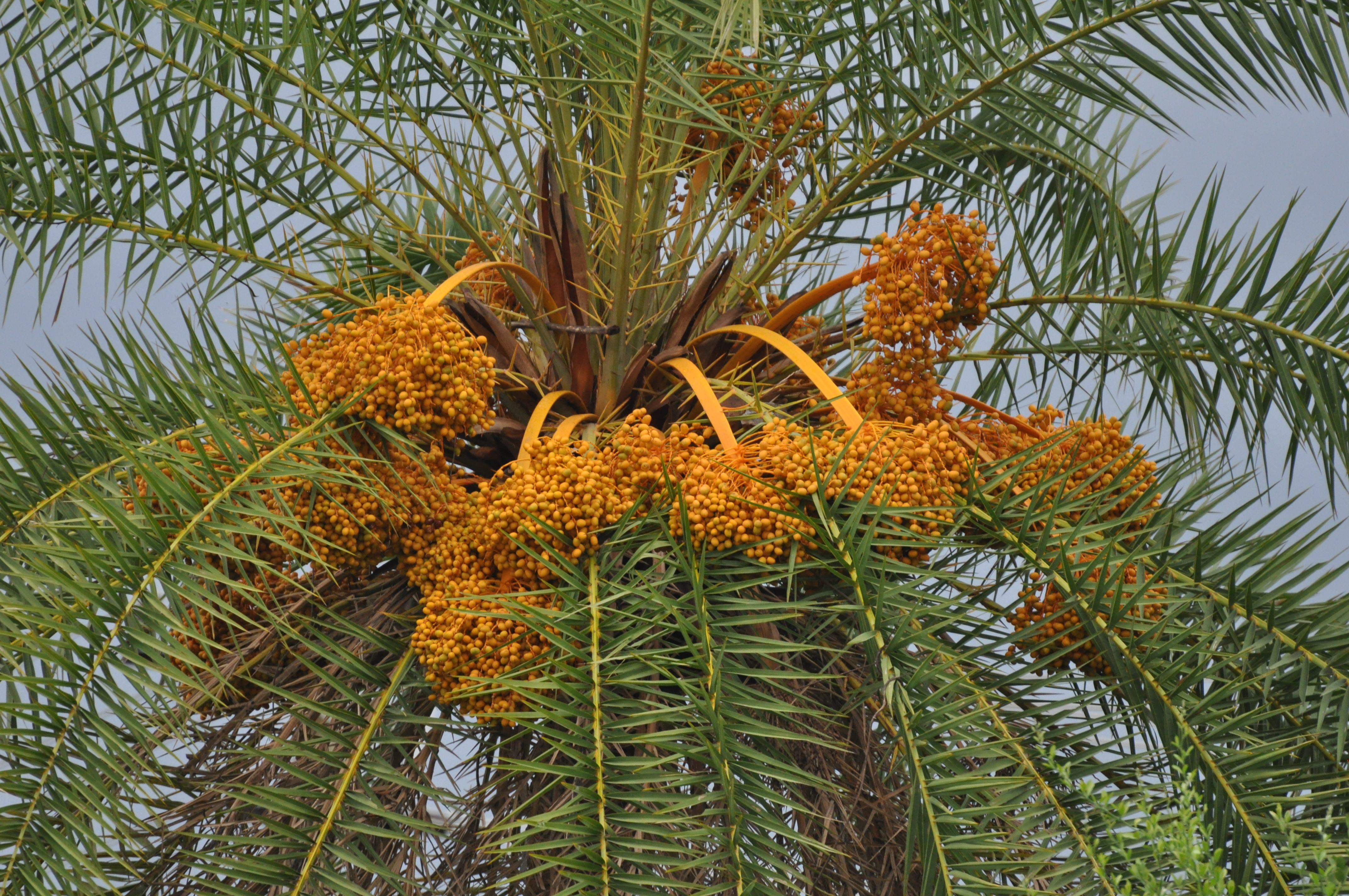
Frutos.